# Monte Sapper

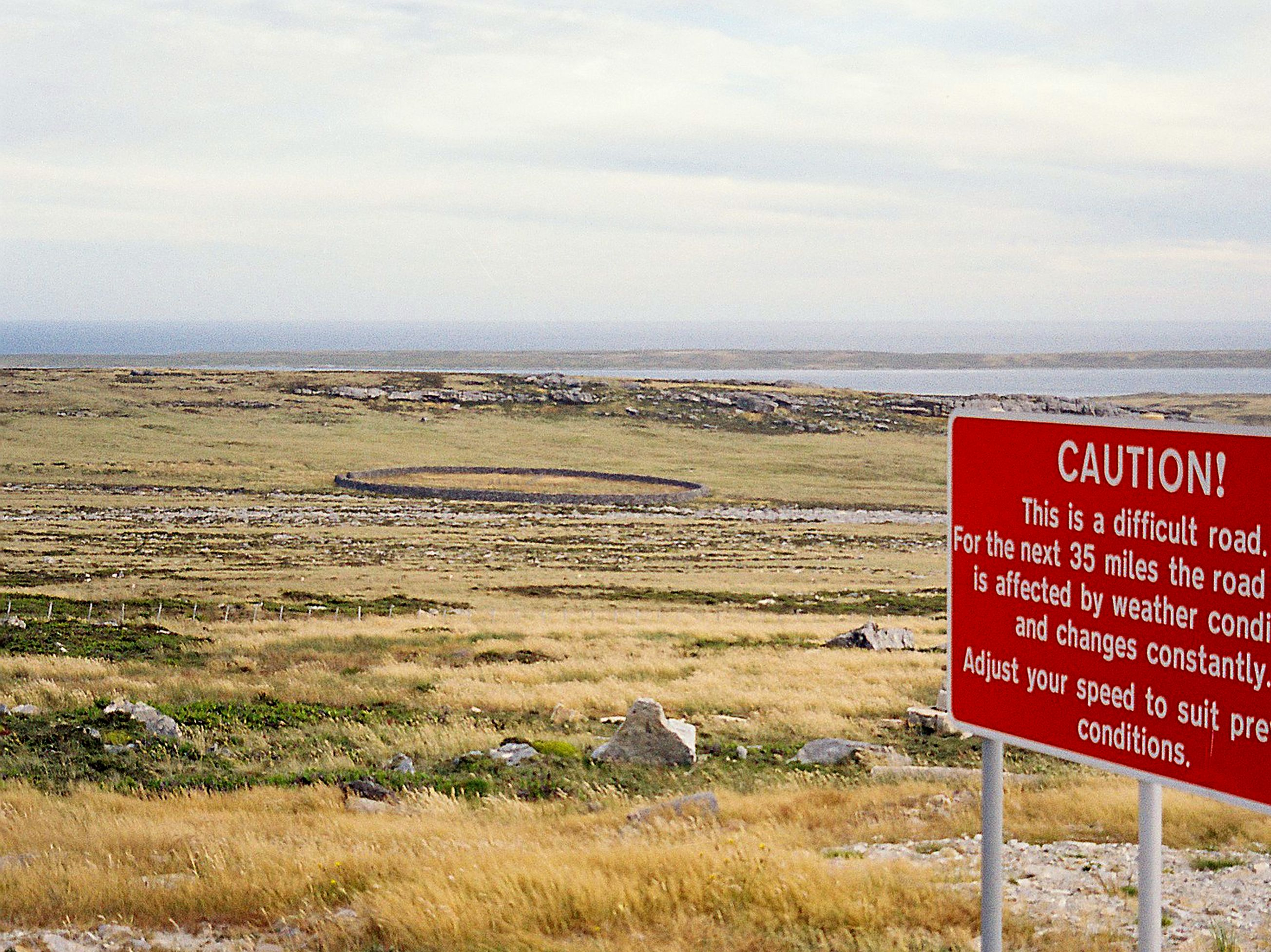

O monte Sapper (em inglês: Sapper Hill; em espanhol: Cerro Zarpador) está localizado na Malvina Oriental, uma das principais Ilhas Malvinas. Possui metros de altitude e situa-se ao sul da cidade de Port Stanley, perto da estrada que a comunica com a RAF Mount Pleasant. O local está fortemente minado desde a Guerra das Malvinas.